# バサヴァカリヤーン

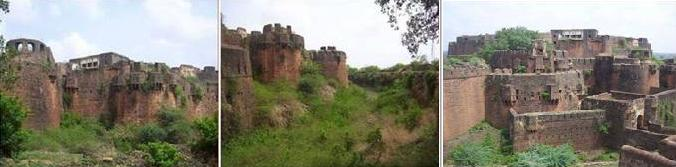
Basavakalyan Fort

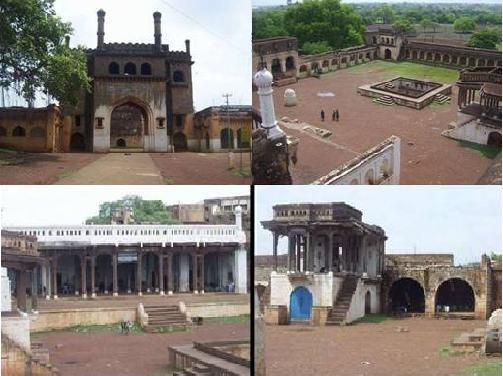
Basavakalyan Fort

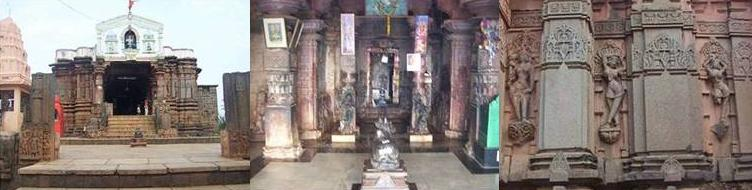
Basavakalyan Temple

バサヴァカリヤーン（カンナダ語：ಬಸವಕಲ್ಯಾಣ、英語：Basavakalyan）は、インドのカルナータカ州、ビーダル県の都市。

## 歴史
その歴史は3000年前までさかのぼることが出来る。
11世紀、後期チャールキヤ朝の君主ソーメーシュヴァラ1世の時代、マーニヤケータに代わる首都として定められた。その当時はカリヤーニと呼ばれていた。
その後、カラチュリ朝の支配下に入ったが、その宰相バサヴェーシュヴァラの名を取ってのちにこの都市はバサヴァカリヤーンと呼ばれるようになった。

## 地理
バサヴァカリヤーンは北緯17度52分 東経76度57分 / 北緯17.87度 東経76.95度に位置する。